# Cena a las ocho
Cena a las ocho  es una  película estadounidense de 1933, del género comedia-melodrama, dirigida por George Cukor y producida por David O. Selznick. Protagonizada por John Barrymore, Jean Harlow, Wallace Beery, Marie Dressler, Lionel Barrymore, Lee Tracy, Edmund Lowe,  Billie Burke, Edward Woods, Anna Duncan y Mary Dees.
Basada en la obra teatral de George S. Kaufman y Edna Ferber.

## Argumento
Una mujer prepara una cena para unos amigos. Quiere animar a su marido, cuya salud está un poco resentida. No obstante, invita al responsable de las principales preocupaciones de su marido, un hombre de negocios que pretende hacerse con las acciones de la empresa que su marido tiene.

## Reparto
- Marie Dressler ...  Carlotta Vance
- John Barrymore ... Larry Renault
- Wallace Beery ... Dan Packard
- Jean Harlow ... Kitty Packard, esposa de Dan
- Lionel Barrymore ... Oliver Jordan
- Lee Tracy ... Max Kane, agente de Larry Renault
- Edmund Lowe ... Dr. Wayne Talbot
- Billie Burke ... Millicent Jordan, esposa de Oliver
- Madge Evans ... Paula Jordan, la hija de los Jordans
- Jean Hersholt ... Jo Stengel, productor teatral
- Karen Morley ... Lucy Talbot, esposa de Wayne Talbot
- Louise Closser Hale, ... Hattie Loomis, prima de Millie
- Phillips Holmes ... Ernest DeGraff,  prometido de Paula Jordan
- May Robson ... Sra. Wendel, cocinera de los Jordans

## Producción
El personaje de Carlotta fue inspirado en la personalidad de la famosa actriz de teatro y cine mudo Maxine Elliott, así como su carácter y manera de actuar mientras se encontraba en algún proyecto.
Marie Dressler falleció a causa de cáncer en julio de 1934, menos de un año después del estreno de la película; por lo que se sabe, ya se encontraba grave desde el inicio de la producción del filme.
Joan Crawford fue considerada para el papel de Paula Jordan. Clark Gable fue considerado para el papel del  Dr. Wayne Talbot.

## Otros créditos
- Color: Blanco y negro
- Sonido: Western Electric Sound System
- Dirección artística: Hobe Erwin y Fredric Hope.
- Diseño de vestuario: Adrian